# いぶき (林業)
株式会社いぶきは、愛媛県上浮穴郡久万高原町に本社を置く企業である。林業や森林保全等を行っている第三セクターで、地元の地方自治体や農業、林業団体などが出資している。

## 概要
高齢化や過疎化で林業の担い手が減少する中、1990年に久万町がふるさと創生事業の1億円を活用し林業を担う企業（一部民間出資の第三セクター方式）として設立した。1995年には上浮穴郡の他の町村も出資を行い事業範囲を久万町から上浮穴郡内に拡大した。
従来の林業労働者は日雇いなど雇用が不安定であったが、いぶきでは週休2日制や月給制･社会保険制度など従業員に対して地方公務員並みの待遇を行っている。また機械化も進め、労働災害のリスクの低減などを図っている。その結果、多くの若者がU･Iターンし働いている。

## 主要事業
- 林木の伐採･運搬
- 森林の保全管理
- 作業道等の整備

## 沿革
- 1990年 - 久万町や林業組合等の出資で「株式会社いぶき」を設立。
- 1995年 - 面河村･美川村･柳谷村･小田町が出資を実施し、事業範囲を上浮穴郡に拡大。